# Rodbina Agustich
Rodbina Agustich, je bila ogrska plemiška rodbina na območju današnjega Prekmurja

## Zgodovina
Poplemeniteni so bili 30. marca 1686, ko je cesar in ogrski kralj Leopold I. podelil plemiško listino in grb Andražu Agustiču, ter njegovim bratom: Matjažu, Ivanu in Francu. Predstavniki družine Augustič so bili nosilci pomembnih upravnih funkcij mursko-soboškega okraja v 19. stoletju. Predstavnik te rodbine je bil tudi pisatelj Imre Augustič.

## Vidni člani rodbine
- Imre Augustič (1837-1897) slovenski pisatelj, pesnik, novinar in prevajalec
- Ludvik Augustič (1809-1885) višji okrajni glavar
- Adolf Augustič (1786-1863), duhovnik, zadnji dekan Slovenske okrogline